# 罗德尼奇基农村居民点
罗德尼奇基农村居民点（俄语：Родничковское сельское поселение）是俄罗斯联邦伏尔加格勒州涅哈耶夫斯卡亚区所属的一个农村居民点。其下辖有4个居民点，行政中心为罗德尼奇基。据2016年统计，该农村居民点的人口为928人。